# Miguel Thiré
Miguel Pesce Thiré (Rio de Janeiro, 8 de julho de 1982) é um ator, autor e diretor de cinema, teatro e televisão brasileiro.

## Biografia
Nasceu em 1982, no Rio de Janeiro.

### Genealogia
É neto do cineasta Carlos Arthur Thiré e da atriz Tônia Carrero; filho do ator Cecil Thiré e da produtora de teatro Norma Pesce; irmão dos atores Luísa Thiré e Carlos Thiré e do músico João Thiré; e tio do ator Vitor Thiré.

## Carreira
Com apenas dez anos de idade, iniciou sua formação artística no Teatro O Tablado. No entanto, sua estreia profissional nos palcos se dá apenas no ano 2000, em Tango, Bolero e Cha Cha Cha, sob a direção de Bibi Ferreira.
Em 2003 estudou técnicas de mímica e teatro físico em Londres, com Desmond Jones.
Fez sua estreia nos cinemas em 2006 no filme Didi, o Caçador de Tesouros.
Em 2015 estreia seu primeiro monólogo, Os Ordinários, em co-autoria com o irmão Carlos Thiré e produção de sua mãe, Norma Pesce.

## Vida pessoal
Mora em Lisboa desde 2016, onde casou-se com a atriz portuguesa Gabriela Barros; os dois são pais de uma menina chamada Laura.

## Filmografia

### Cinema
| Ano  | Título                      | Personagem             | Notas          | Ref.                       |
| ---- | --------------------------- | ---------------------- | -------------- | -------------------------- |
| 2006 | Didi, o Caçador de Tesouros | Lukas Walker           |                | [ 9 ] [ 10 ]               |
| 2009 | Vida de Balconista          | Miguel                 |                | [ 10 ] [ 11 ]              |
| 2012 | A Memória que Me Contam     | Eduardo                |                | [ 9 ] [ 10 ] [ 11 ]        |
| 2013 | O Inventor de Sonhos        | Luís Bernardo (adulto) |                | [ 9 ] [ 10 ] [ 11 ] [ 12 ] |
| 2016 | Atira-te ao Rio             | Lucas                  | Curta-metragem | [ 10 ] [ 13 ]              |
| 2020 | Submissão                   | Rodrigo                |                | [ 10 ]                     |
| 2023 | Biscoito da Fortuna         | Mateus                 |                | [ 10 ]                     |

### Televisão
| Ano     | Título                | Personagem                        | Notas                                    | Ref.          |
| ------- | --------------------- | --------------------------------- | ---------------------------------------- | ------------- |
| 2000    | Malhação              | Gian Santos (Jacaré)              | Episódio: "18 de agosto"                 | [ 11 ]        |
| 2001    | Porto dos Milagres    | Alfredo Henrique Ferraço          |                                          | [ 10 ] [ 11 ] |
| 2002    | Desejos de Mulher     | Diogo Valente (jovem)             | Episódio: "21 de janeiro"                | [ 10 ]        |
| 2002    | O Quinto dos Infernos | Augusto de Beauharnais            |                                          |               |
| 2002    | Malhação              | Charles Alencar Castro Júnior     | Temporada 9                              | [ 10 ] [ 11 ] |
| 2004    | Linha Direta Justiça  | Ronaldo Guilherme de Souza Castro | Episódio: "Caso Aída Curi"               |               |
| 2004    | Sob Nova Direção      | Bruno                             | Episódio: "Seu Filho, Meu Tesouro"       |               |
| 2004–05 | Correndo Atrás        | Leonardo Sabóia (Léo)             |                                          | [ 14 ]        |
| 2006    | Cobras & Lagartos     | Otaviano Pacheco (jovem)          | Episódios: "29 de julho–7 de agosto"     | [ 10 ]        |
| 2006–07 | Paixões Proibidas     | Simão de Azevedo                  |                                          | [ 10 ]        |
| 2008    | Casos e Acasos        | Adriano                           | Episódio: "O Carro, o E-mail e o Rapper" |               |
| 2008    | Mateus, o Balconista  | Guilherme                         | Episódio: "11"                           |               |
| 2009    | Poder Paralelo        | Douglas Arno (Dog)                |                                          | [ 10 ] [ 11 ] |
| 2011    | Sansão e Dalila       | Faruk                             |                                          | [ 11 ]        |
| 2013    | Copa Hotel            | Frederico Gonzalez (Fred)         |                                          | [ 9 ] [ 10 ]  |
| 2014    | Em Família            | Dr. Gabriel                       |                                          | [ 15 ]        |
| 2016–17 | A Impostora           | Dr. Lucas Accioly                 |                                          | [ 16 ]        |
| 2018–19 | Valor da Vida         | Jesus (jovem)                     |                                          |               |
| 2020    | Pilot Season          |                                   | Episódio: "Modern Jesus"                 |               |
| 2021    | Cá Por Casa           | Deus Brasileiro                   | Temporada 7, Episódio: "11"              |               |

## Teatro
| Ano         | Título                                        | Personagem     | Cargo                 | Ref.                 |
| ----------- | --------------------------------------------- | -------------- | --------------------- | -------------------- |
| 2000        | Tango, Bolero e Cha Cha Cha                   | Denis          |                       | [ 17 ]               |
| 2003        | Balada                                        |                |                       | [ 18 ]               |
| 2004        | Beijo na boca                                 |                |                       | [ 19 ]               |
| 2005        | Doutor, Minha Filha não Para de Dançar        |                | Autor e diretor       | [ 3 ]                |
| 2005–10     | Z.É. - Zenas Emprovisadas                     |                | Ator                  | [ 14 ]               |
| 2006        | Superiores                                    |                | Autor e diretor       | [ 14 ] [ 20 ]        |
| 2008        | 2 p/ viagem                                   | 16 personagens | Autor e ator          | [ 21 ]               |
| 2008        | Otelo                                         |                |                       | [ 22 ]               |
| 2011–12     | Os Altruístas                                 | Tony           |                       | [ 23 ]               |
| 2012        | O que você gostaria que ficasse?              |                | Autor e diretor       | [ 24 ] [ 25 ] [ 26 ] |
| 2012–; 2016 | O Cara                                        |                | Autor e diretor       | [ 14 ] [ 27 ]        |
| 2014–18     | Selfie                                        |                | Autor e ator          | [ 14 ] [ 28 ]        |
| 2015        | Os Ordinários                                 | 5 personagens  | Autor, diretor e ator | [ 7 ]                |
| 2015–19     | Cidade Maravilhosa                            |                | Autor e ator          | [ 14 ]               |
| 2018        | Força Estranha                                |                | Autor e ator          | [ 14 ]               |
| 2020        | Alice – O Outro Lado da História              |                | Diretor               | [ 29 ]               |
| 2020        | A peça que dá para o torto                    |                | Ator                  | [ 14 ]               |
| 2022        | Trair e Coçar É Só Começar                    |                | Diretor               | [ 14 ]               |
| 2023        | Dois + Dois                                   |                | Autor e diretor       | [ 14 ]               |
| 2023        | O Regresso de Ricardo III no comboio das 9:24 |                | Ator                  | [ 14 ]               |
| 2024        | O Figurante                                   |                | Autor e diretor       | [ 14 ]               |

## Prêmios e indicações
| Ano  | Prêmio                              | Categoria               | Indicação               | Resultado | Ref.          |
| ---- | ----------------------------------- | ----------------------- | ----------------------- | --------- | ------------- |
| 2013 | Prêmio Guarani de Cinema Brasileiro | Melhor Ator Coadjuvante | A Memória que Me Contam | Indicado  | [ 30 ] [ 31 ] |